# كينموتشي سايونجي
كينموتشي سايونجي (باليابانية: 西園寺 公望 سايونجي كينموتشي) (23 أكتوبر 1849 - 24 نوفمبر 1940) سياسي ياباني سابق، تولى منصب رئيس الوزراء الياباني مرتين.